# Mordy-jacha
La Mordy-jacha (anche Mordyjacha o Murty-jacha) è un fiume della Russia siberiana nordoccidentale (Circondario Autonomo Jamalo-Nenec), tributario del mare di Kara.
Scorre nella sezione centrale della penisola Jamal; ha origine dal lago Jambuto e scorre dapprima con direzione settentrionale; nel basso corso si volge verso occidente, prima di sfociare (con due distinti bracci deltizi) nel mare di Kara presso il villaggio di Mordyjacha.
L'intero bacino è molto ricco di laghi, fra i quali i maggiori sono Malto, Ërto, Jambuto, Mordymalto; sono compresi nel bacino circa 580 corsi d'acqua tributari, il maggiore dei quali sono i fiumi Sejacha, Nerutajacha e Jumbydyjacha.
Il clima artico del bacino fa sì che la Mordy-jacha abbia periodi di gelo più prolungati del resto dei corsi d'acqua del bassopiano siberiano occidentale e piene annuali più tardive. Gelata in superficie, mediamente, dalla seconda metà di ottobre alla seconda metà di maggio, raggiunge i valori minimi annuali di portata nei mesi di marzo e aprile; la stagione della piena annuale (nella quale viene evacuata circa la metà della portata annuale, che alla foce è circa 1,8-1,9 km³) va, in media, da giugno ad agosto.